# Magnolia ovata
Espèce
Statut de conservation UICN

 LC  : Préoccupation mineure
Magnolia ovata est une espèce de plantes à fleurs de la famille des Magnoliacées. C'est un arbre endémique du Brésil.

## Description
C'est un arbre.

## Répartition et habitat
Brésil

## Liste d'espèces
Selon World Checklist of Selected Plant Families (WCSP) (31 décembre 2013) :
- Magnolia ovata (A.St.-Hil.) Spreng. (1827)